# Discografia de Lazy
A discografia da banda japonesa LAZY consiste em 7 álbuns de estúdio, 3 álbuns ao vivo, 5 compilações e 17 singles.
Fundada em Osaka em 1973, a banda se juntou ainda na escola, onde se apresentavam com os nomes artísticos Michell (Hironobu Kageyama), Suzy (Akira Takasaki), Funny (Hiroyuki Tanaka), Pocky (Shunji Inoue) e Davy (Munetaka Higuchi). O nome da banda foi escolhido por causa da música homônima do Deep Purple.
Assinaram contrato com a RCA Records em 1978, seguindo os desejos da gravadora de ter, basicamente, uma boy band. Entretanto, os membros sempre tiveram preferência por hard rock e heavy metal, e foram buscando adaptar as composições a tais estilos, culminando no álbum Uchuusen Chikyuugou.
Após esse álbum, a banda lançou uma coletânea e um disco ao vivo , no qual anunciaram que a banda terminaria, mas o sucesso lançou as carreiras de seus membros, sendo Hironobu Kageyama o mais famoso no Brasil, onde é conhecido por fazer músicas de Esquadrão Relâmpago Changeman, Os Cavaleiros do Zodíaco e Dragon Ball Z. Ele também fundou o JAM Project. Após o término do LAZY, Tanaka e Inoue fundaram a banda Neverland. Já Takasaki e Higuchi criaram outra grande banda do cenário do heavy metal japonês, a Loudness.
A banda se reuniu em 1997 para um novo álbum (Happy Time) e turnê e, desde então, fazem alguns projetos juntos. Infelizmente, Tanaka faleceu em 2006 e, dois anos depois, Higuchi.
Em 2008, comemorando 35 anos da banda, relançaram todos os álbuns da época da RCA Records em edições de envelope de papelão, com faixas bônus previamente lançadas apenas como singles e remasterização de todos os álbuns.

## Álbuns

### Álbuns de estúdio
| Título                 | Detalhes do álbum                                                                                      | Posição em rankings | Posição em rankings | Fonte  |
| Título                 | Detalhes do álbum                                                                                      | Oricon              | Billboard Japan     | Fonte  |
| ---------------------- | --- | ------------------- | ------------------- | ------ |
| This Is the LAZY       | - Lançamento: 5 de março de 1978 - Gravadora: RCA Records - Formatos: CD, LP - Catálogo: RVL-7037      | -                   | -                   | [ 14 ] |
| Dream a Dream          | - Lançamento: 5 de dezembro de 1978 - Gravadora: RCA Records - Formatos: CD, LP - Catálogo: RVL-7205   | -                   | -                   | [ 15 ] |
| Rock Diamond           | - Lançamento: 5 de setembro de 1979 - Gravadora: RCA Records - Formatos: LP e CD - Catálogo: RVL-7222  | -                   | -                   | [ 16 ] |
| LAZY V                 | - Lançamento: 5 de abril de 1980 - Gravadora: RCA Records - Formatos: LP e CD - Catálogo: RVL-15005    | -                   | -                   | [ 17 ] |
| Uchuusen Chikyuugou    | - Lançamento: 16 de dezembro de 1980 - Gravadora: RCA Records - Formatos: LP e CD - Catálogo: RHL-8011 | -                   | -                   | [ 18 ] |
| Happy Time             | - Lançamento: 21 de julho de 1998 - Gravadora: Ayers - Formatos: CD - Catálogo: AYCM-608               | -                   | -                   | [ 19 ] |
| Uchuusen Chikyuugou II | - Lançamento: 6 de novembro de 2002 - Gravadora: - Formatos: CD - Catálogo:                            | -                   | -                   | [ 20 ] |

### Álbuns ao vivo
| Título                                           | Detalhes do álbum                                                                                  | Posição em rankings | Posição em rankings | Fonte  |
| Título                                           | Detalhes do álbum                                                                                  | Oricon              | Billboard Japan     | Fonte  |
| ------------------------------------------------ | -------------------------------------------------------------------------------------------------- | ------------------- | ------------------- | ------ |
| LAZY wo Oikakero                                 | - Lançamento: 5 de junho de 1978 - Gravadora: RCA Records - Formatos: CD e LP - Catálogo: RVL-7048 | -                   | -                   | [ 21 ] |
| Moetsukita Seishun                               | - Lançamento: 5 de abril de 1981 - Gravadora: RCA Records - Formatos: CD e LP - Catálogo: RHL-3015 | -                   | -                   | [ 22 ] |
| Happy Time Tour ’98 ~Kuro Tokin no Nasu ga Mama~ | - Lançamento: 21 de outubro de 1998 - Gravadora: Ayers - Formatos: CD e VHS - Catálogo: AYCA-1005  | -                   | -                   | [ 23 ] |

### Álbuns de compilação
| Título                           | Detalhes do álbum                                                                                | Posição em rankings | Posição em rankings | Fonte  |
| Título                           | Detalhes do álbum                                                                                | Oricon              | Billboard Japan     | Fonte  |
| -------------------------------- | ------------------------------------------------------------------------------------------------ | ------------------- | ------------------- | ------ |
| Collection ~ Jounetsu no Seishun | - Lançamento: 21 de março de 1979 - Gravadora: RCA Records - Formatos: LP - Catálogo: RVL-7215   | -                   | -                   | [ 24 ] |
| Best Hit LAZY                    | - Lançamento: 1 de dezembro de 1980 - Gravadora: RCA Records - Formatos: LP - Catálogo: RHL-8003 | -                   | -                   | [ 25 ] |
| Best                             | - Lançamento: 1981 - Gravadora: RCA Records - Formatos: CD e fita cassete - Catálogo: RHT-10009  | -                   | -                   | [ 26 ] |
| Best Collection 1977~1981        | - Lançamento: 21 de fevereiro de 1999 - Gravadora: Ayers - Formatos: CD - Catálogo: AYCA-9001    | -                   | -                   | [ 27 ] |
| Hit Collection                   | - Lançamento: 20 de novembro de 1999 - Gravadora: BMG - Formatos: CD - Catálogo: BVCK-37025      | -                   | -                   | [ 28 ] |
| Golden☆Best                      | - Lançamento: 22 de dezembro de 2004 - Gravadora: BMG - Formatos: CD - Catálogo: BVCK-38092      | -                   | -                   | [ 29 ] |

## Singles
| Título                        | Detalhes do álbum                                                                                    | Posição em rankings | Posição em rankings | Fonte         |
| Título                        | Detalhes do álbum                                                                                    | Oricon              | Billboard Japan     | Fonte         |
| ----------------------------- | --- | ------------------- | ------------------- | ------------- |
| "Hey! I l Love You!"          | - Lançamento: 25 de julho de 1977 - Gravadora: RCA Records - Formatos: vinil - Catálogo: RVS-1083    | -                   | -                   | [ 30 ]        |
| "Camouflage"                  | - Lançamento: 25 de outubro de 1977 - Gravadora: RCA Records - Formatos: vinil - Catálogo: RVS-1097  | -                   | -                   | [ 31 ]        |
| "Akazukinchan Goyoujin"       | - Lançamento: 5 de fevereiro de 1978 - Gravadora: RCA Records - Formatos: vinil - Catálogo: RVS-1112 | 32ª                 | -                   | [ 32 ]        |
| "Moeru Rock’n Roll Fire"      | - Lançamento: 1 de maio de 1978 - Gravadora: RCA Records - Formatos: vinil - Catálogo: RVS-1130      | 31ª                 | -                   | [ 33 ]        |
| "Jigoku no Tenshi"            | - Lançamento: 25 de julho de 1978 - Gravadora: RCA Records - Formatos: vinil - Catálogo: RVS-1141    | 36ª                 | -                   | [ 34 ]        |
| "Hello Hello Hello"           | - Lançamento: 25 de outubro de 1978 - Gravadora: RCA Records - Formatos: vinil - Catálogo: RVS-1153  | 41ª                 | -                   | [ 35 ]        |
| "Ai ni wa Ai wo"              | - Lançamento: 5 de fevereiro de 1979 - Gravadora: RCA Records - Formatos: vinil - Catálogo: RVS-1164 | -                   | -                   | [ 36 ]        |
| "Baby I Make a Motion"        | - Lançamento: 5 de junho de 1979 - Gravadora: RCA Records - Formatos: vinil - Catálogo: RVS-1181     | 39ª                 | -                   | [ 37 ]        |
| "Midnight Boxer"              | - Lançamento: 5 de janeiro de 1980 - Gravadora: RCA Records - Formatos: vinil - Catálogo: RVS-1198   | -                   | -                   | [ 38 ]        |
| "Kanashimi wo Buttobase"      | - Lançamento: 21 de maio de 1980 - Gravadora: RCA Records - Formatos: vinil - Catálogo: RVS-1210     | -                   | -                   | [ 39 ]        |
| "Kanjite Night"               | - Lançamento: 21 de agosto de 1980 - Gravadora: RCA Records - Formatos: vinil - Catálogo: RHS-2      | -                   | -                   | [ 40 ]        |
| "Hoshi No Hearty Road"        | - Lançamento: 1 de abril de 1981 - Gravadora: RCA Records - Formatos: vinil - Catálogo: RHS-28       | -                   | -                   | [ 41 ]        |
| "Ultra High"                  | - Lançamento: 21 de março de 1998 - Gravadora: Ayers - Formatos: CD - Catálogo: AYDM-146             | -                   | -                   | [ 42 ]        |
| "Pray"                        | - Lançamento: 16 de dezembro de 1998 - Gravadora: Ayers - Formatos: CD - Catálogo: AYDM-160          | -                   | -                   | [ 43 ]        |
| "Angelique: Eien no Yakusoku" | - Lançamento: 24 de janeiro de 2001 - Gravadora: Lantis - Formatos: CD - Catálogo: LACM-4003         | -                   | -                   | [ 44 ]        |
| "Zone of the Enders"          | - Lançamento: 23 de março de 2001 - Gravadora: Lantis - Formatos: CD - Catálogo: LACM-4015           | -                   | -                   | [ 45 ]        |
| "Kanjite Knight"              | - Lançamento: 22 de abril de 2009 - Gravadora: Lantis - Formatos: CD - Catálogo: LACM-4601           | 48ª                 | 52ª                 | [ 46 ] [ 47 ] |
| "Reckless"                    | - Lançamento: 13 de julho de 2011 - Gravadora: Lantis - Formatos: CD - Catálogo: LACM-4825           | -                   | -                   | [ 48 ]        |
| "Slow and Steady"             | - Lançamento: 6 de dezembro de 2017 - Gravadora: Lantis - Formatos: CD - Catálogo: LACM-14700        | -                   | 76ª                 | [ 49 ]        |